# Дісненський повіт
Дісненський повіт — історична адміністративно-територіальна одиниця Віленської губернії. Адміністративний центр — місто Дісна.

## Підпорядкування
- Утворений 1793 року у складі Мінської губернії на території, що відійшла до складу Російської імперії після третього поділу Речі Посполитої.
- 1795 року Мінську губернію перетворено на намісництво.
- 1796 року поновлено статус губернії.
- 1843 року повіт передано до складу Віленської губернії.
- 1920 року увійшов до складу Польщі.

## Населення
За даними перепису 1897 року в повіті проживало 204,9 тис. мешканців.
У тому числі білоруси — 81,1%; євреї — 10,1%; росіяни — 5,9%; поляки — 2,4%. У повітовому місті Дісна проживало 6756 мешканців.

## Склад
Станом на 1886 рік налічував 171 сільську громаду, 1583 поселення у 22 волостях. Населення — 150423 особа (76049 чоловічої статі та 74374 — жіночої), 9436 дворових господарств.
|                     | Площа, десятин | У тому числі орної, дес. |
| ------------------- | -------------- | ------------------------ |
| Сільських громад    | 165513         | 97681                    |
| Приватної власності | 261784         | 64549                    |
| Казенної власності  | 13557          | 395                      |
| Іншої власності     | 4598           | 1710                     |
| Загалом             | 445452         | 164335                   |

## Адміністративний поділ
Волосний поділ станом на 1886 рік:
| №  | Назва          | Центр    | Населення | Кількість дворів | Площа, десятин | Площа орної землі, дес. | Кількість поселень (сільських громад) |
| -- | -------------- | -------- | --------- | ---------------- | -------------- | ----------------------- | ------------------------------------- |
| 1  | Богинська      | ?        | 4886      | 489              | 14829          | 4805                    | 65 (6)                                |
| 2  | Верхненська    | ?        | 5819      | 328              | 13423          | 6906                    | 39 (4)                                |
| 3  | Воропащинська  | ?        | 3925      | 223              | 11406          | 4563                    | 34 (2)                                |
| 4  | Глубоцька      | ?        | 16660     | 895              | 39093          | 14547                   | 92 (13)                               |
| 5  | Друйська       | Милашеве | 6498      | 402              | 17178          | 9178                    | 86 (15)                               |
| 6  | Заліська       | ?        | 5230      | 402              | 13989          | 3633                    | 79 (7)                                |
| 7  | Ігуменівська   | ?        | 6225      | 314              | 19111          | 7289                    | 53 (7)                                |
| 8  | Іодська        | ?        | 8035      | 543              | 25265          | 8309                    | 80 (8)                                |
| 9  | Леонпільська   | ?        | 5817      | 348              | 16737          | 5999                    | 62 (7)                                |
| 10 | Лужецька       | ?        | 8009      | 531              | 19108          | 9123                    | 81 (4)                                |
| 11 | Луцька         | ?        | 6459      | 368              | 15056          | 7262                    | 46 (5)                                |
| 12 | Міорська       | Міори    | 4917      | 277              | 10730          | 5515                    | 55 (13)                               |
| 13 | Миколаївська   | ?        | 8132      | 1099             | 23258          | 8775                    | 108 (20)                              |
| 14 | Новопогостська | ?        | 7297      | 484              | 21401          | 9369                    | 62 (5)                                |
| 15 | Олькенікська   | ?        | 4765      | 384              | 13552          | 5489                    | 86 (5)                                |
| 16 | Плиська        | ?        | 6434      | 568              | 26489          | 8424                    | 84 (13)                               |
| 17 | Постівська     | ?        | 11934     | 799              | 47263          | 9070                    | 99 (8)                                |
| 18 | Прозороцька    | ?        | 7581      | 455              | 21514          | 8741                    | 91 (6)                                |
| 19 | Стефанпільська | ?        | 5073      | 232              | 16398          | 5295                    | 61 (1)                                |
| 20 | Череська       | ?        | 4917      | 345              | 14834          | 5817                    | 61 (1)                                |
| 21 | Черневічська   | ?        | 1723      | 128              | 5402           | 1964                    | 38 (1)                                |
| 22 | Язненська      | ?        | 6296      | 453              | 17636          | 6828                    | 137 (7)                               |

Станом на 1913 рік у повіті залишилась 21 волость.